# Ajwar

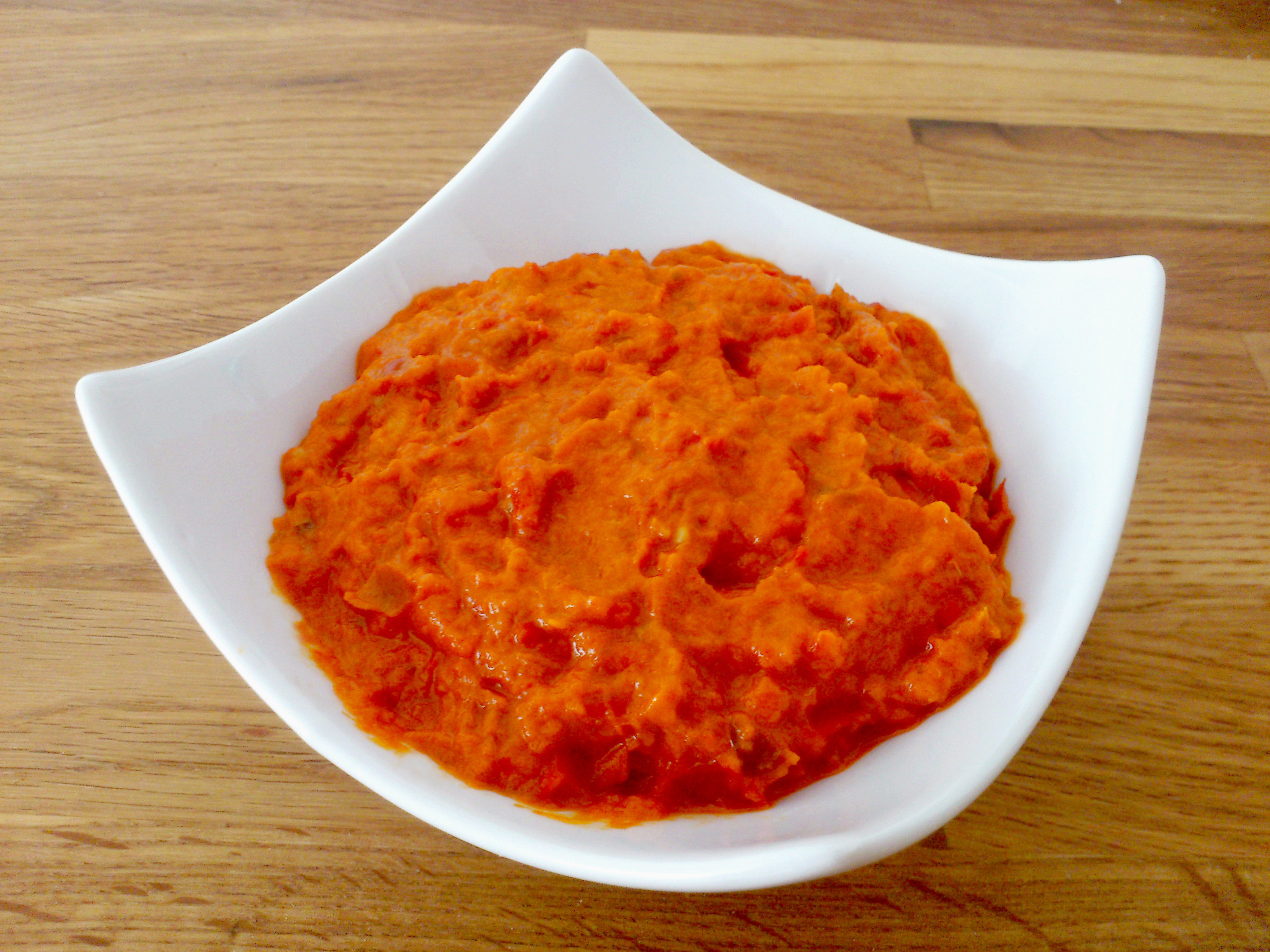
Ajwar

Ajwar (chorw. ajvar, serb. ajвар, bułg. aйвар) – lekko pikantna pasta warzywna, przyrządzana z papryki słodkiej, bakłażanów, czosnku oraz octu, przypraw (sól, pieprz, chili); niekiedy zamiast bakłażanów używa się kabaczków.
Pochodzi z kuchni serbskiej i jest produktem spożywczym popularnym głównie na Bałkanach. Podobnymi pastami są kyopolou w różnych wersjach regionalnych, pindżur produkowany z papryki i pomidorów oraz ljutenica wytwarzana z pomidorów oraz papryki ostrej i słodkiej. 
Ajwar zawiera około 70 kilokalorii w 100 gramach gotowego produktu. 
Oryginalny domowy ajwar wykonywany jest z pieczonej papryki, podczas gdy niektórzy producenci wykorzystują przemysłowo gotowane papryki i dodatek marchwi, co prowadzi do spadku jakości produktu. Produkcja oryginalnego ajwaru w Serbii wynosi ok. 640 ton rocznie. Handlowo wytwarzany jest przez kilka firm spożywczych, np. chorwackie Podravka i Mari w odmianie łagodnej i ostrej.